# Classe Medina
La classe Medina è una classe di fregate costruite in Francia per conto della Regia marina saudita, composta da quattro unità (Al Madinah, Hofouf, Abha e Taif) entrate in servizio tra il 1985 e il 1986.

## Caratteristiche
Le Medina hanno uno scafo lungo 115 metri, largo 12,5 metri e con un pescaggio massimo di 4,65 metri; il dislocamento a pieno carico è di 2.610 tonnellate. L'apparato propulsivo è basato su quattro motori diesel su due alberi motore, per una potenza di 32.500 hp e una velocità massima di 30 nodi; l'equipaggio ammonta a 179 tra ufficiali e marinai.
L'apparato di sensoristica consiste in un sistema radar di scoperta aerea DRBV-15 e in un sonar TSM 2630 integrato nello scafo. L'armamento comprende un cannone da 100/44 mm a doppio uso antinave/antiaereo in una torre a prua, due cannoni da 40 mm antiaerei, quattro tubi lanciasiluri, otto missili antinave OTOMAT e un lanciatore a otto celle per 26 missili Crotale antiaerei; a poppa è presente un hangar e una piattaforma di atterraggio per un elicottero, di solito un Aérospatiale SA 365 Dauphin.

## Unità
| Nome           | Costruttore        | Impostazione     | Varo             | Entrata in servizio |
| -------------- | ------------------ | ---------------- | ---------------- | ------------------- |
| 702 Al Madinah | Arsenal de Lorient | 15 ottobre 1981  | 23 aprile 1983   | 4 gennaio 1985      |
| 704 Hofouf     | CNIM, La Seyne     | 14 giugno 1982   | 24 giugno 1983   | 31 ottobre 1985     |
| 706 Abha       | CNIM, La Seyne     | 17 dicembre 1982 | 23 dicembre 1983 | 4 aprile 1986       |
| 708 Taif       | CNIM, La Seyne     | 1º marzo 1983    | 25 maggio 1984   | 29 agosto 1986      |